# Glubokij
Glubokij (in russo Глубокий?) è un insediamento di tipo urbano della Russia europea meridionale nell'oblast' di Rostov; è il centro amministrativo del distretto Kamenskij.
Si trova a nord di Rostov sul Don. Nelle vicinanze scorre il fiume Glubokaja (affluente del Severskij Donec. La strada federale M4 «Don» attraversa il villaggio.